# Championnat d'Azerbaïdjan féminin de volley-ball
Le Championnat d'Azerbaïdjan de volley-ball féminin est une compétition de volley-ball organisée par la Fédération azerbaïdjanaise de volley-ball (Azərbaycan Voleybol Federasiyası, AVF). Il a été créé en 2002.

## Palmarès
| Année | Champion                                                     | Finaliste                                                    | Troisième                                                    |
| ----- | ------------------------------------------------------------ | ------------------------------------------------------------ | ------------------------------------------------------------ |
| 1992  | BMKZ Bakou                                                   |                                                              |                                                              |
| 1993  | BMKZ Bakou                                                   |                                                              |                                                              |
| 1994  | BMKZ Bakou                                                   |                                                              |                                                              |
| 1995  | BMKZ Bakou                                                   |                                                              |                                                              |
| 1996  | BMKZ Bakou                                                   |                                                              |                                                              |
| 1997  | BMKZ Bakou                                                   |                                                              |                                                              |
| 1998  | BMKZ Bakou                                                   |                                                              |                                                              |
| 1999  | BMKZ Bakou                                                   |                                                              |                                                              |
| 2000  | Lokomotiv Bakou                                              |                                                              |                                                              |
| 2001  | Lokomotiv Bakou                                              |                                                              |                                                              |
| 2002  | Lokomotiv Bakou                                              |                                                              |                                                              |
| 2003  | Azerrail Bakou                                               | Lokomotiv Bakou                                              | Rabita Bakou                                                 |
| 2004  | Azerrail Bakou                                               | Rabita Bakou                                                 | Lokomotiv Bakou                                              |
| 2005  | Azerrail Bakou                                               | Rabita Bakou                                                 | Lokomotiv Bakou                                              |
| 2006  | Azerrail Bakou                                               | Rabita Bakou                                                 | Nəqliyyatçı Bakou                                            |
| 2007  | Azerrail Bakou                                               | Rabita Bakou                                                 | Nəqliyyatçı Bakou                                            |
| 2008  | Azerrail Bakou                                               | Rabita Bakou                                                 | Lokomotiv Bakou                                              |
| 2009  | Rabita Bakou                                                 | Azerrail Bakou                                               | Lokomotiv Bakou                                              |
| 2010  | Rabita Bakou                                                 | Lokomotiv Bakou                                              | İqtisadçı Bakou                                              |
| 2011  | Rabita Bakou                                                 | Azerrail Bakou                                               | İqtisadçı Bakou                                              |
| 2012  | Rabita Bakou                                                 | Lokomotiv Bakou                                              | VK Bakou                                                     |
| 2013  | Rabita Bakou                                                 | İqtisadçı Bakou                                              | Azerrail Bakou                                               |
| 2014  | Rabita Bakou                                                 | Azəryol Bakou                                                | İqtisadçı Bakou                                              |
| 2015  | Rabita Bakou                                                 | Lokomotiv Bakou                                              | Azəryol Bakou                                                |
| 2016  | Azerrail Bakou                                               | Telekom Bakou                                                | Lokomotiv Bakou                                              |
| 2017  | Telekom Bakou                                                | Azerrail Bakou                                               | Azəryol Bakou                                                |
| 2018  | Azerrail Bakou                                               | Abşeron Bakou                                                | FVA                                                          |
| 2019  | Azerrail Bakou                                               | Lokomotiv Bakou                                              | Abşeron Bakou                                                |
| 2020  | Compétition interrompue en raison de la pandémie de Covid-19 | Compétition interrompue en raison de la pandémie de Covid-19 | Compétition interrompue en raison de la pandémie de Covid-19 |
| 2021  | Compétition annulée en raison de la pandémie de Covid-19     | Compétition annulée en raison de la pandémie de Covid-19     | Compétition annulée en raison de la pandémie de Covid-19     |
| 2022  | Abşeron Bakou                                                | Azerrail Bakou                                               | Murov Bakou                                                  |
| 2023  | Azerrail Bakou                                               | Abşeron Bakou                                                | Murov Bakou                                                  |
| 2024  | Azerrail Bakou                                               | Abşeron Bakou                                                | Murov Bakou                                                  |

## Bilan par club
| Club            | Titres | Ville | Année                                                            |
| --------------- | ------ | ----- | ---------------------------------------------------------------- |
| Azerrail Bakou  | 11     | Bakou | 2003, 2004, 2005, 2006, 2007, 2008, 2016, 2018, 2019, 2023, 2024 |
| BMKZ Bakou      | 8      | Bakou | 1992, 1993, 1994, 1995, 1996, 1997, 1998, 1999                   |
| Rabita Bakou    | 7      | Bakou | 2009, 2010, 2011, 2012, 2013, 2014, 2015                         |
| Lokomotiv Bakou | 3      | Bakou | 2000, 2001, 2002                                                 |
| Telekom Bakou   | 1      | Bakou | 2016                                                             |
| Abşeron Bakou   | 1      | Bakou | 2022                                                             |